# Isidro de Benito
Isidro de Benito Domínguez (f. 1932) fue un arquitecto español, activo en ciudades como Madrid y Ávila.

## Biografía

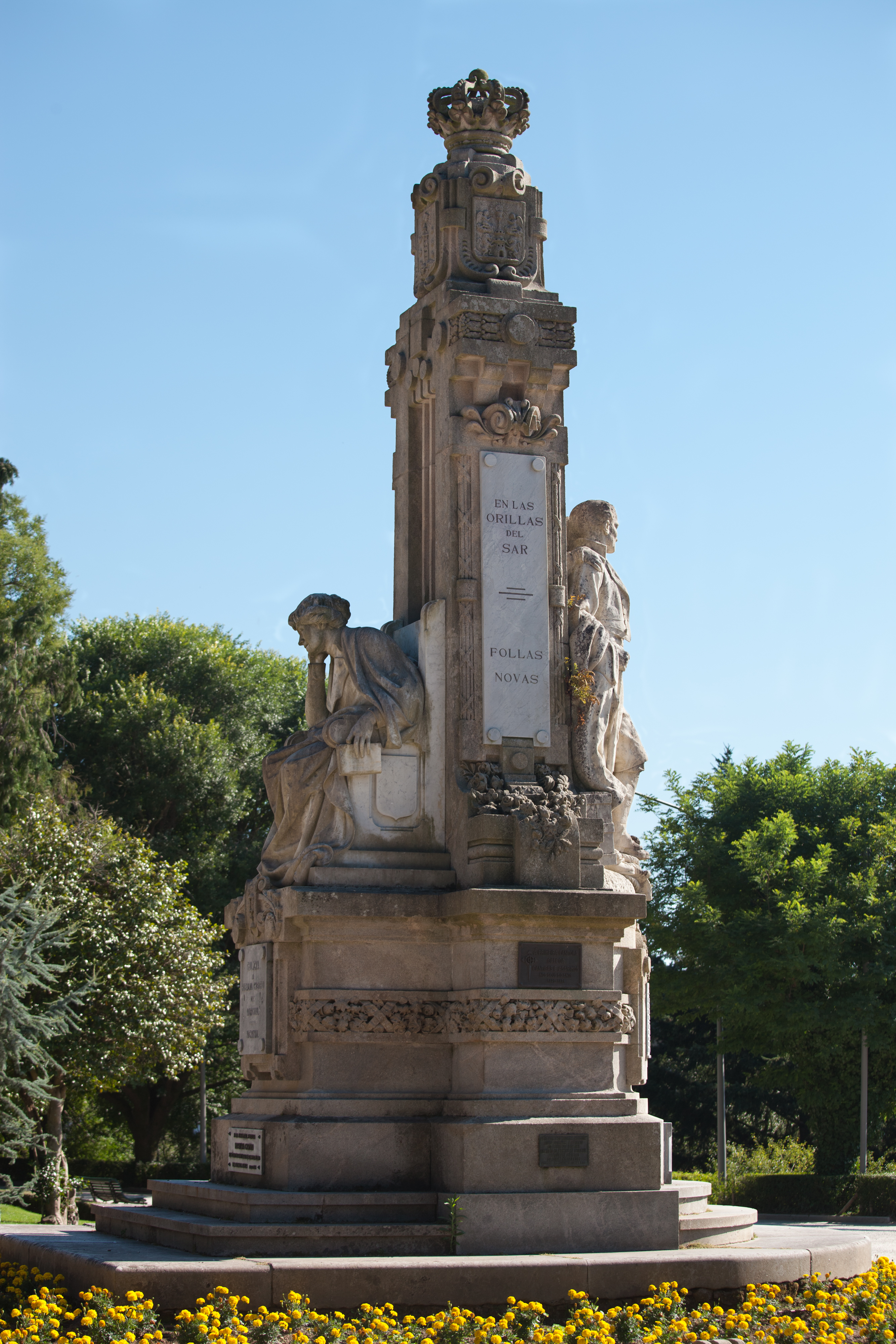
Monumento a Rosalía de Castro en Santiago de Compostela: el arquitecto fue Isidro de Benito y el escultor Francisco Clivillés

Su título de arquitecto, obtenido en la Escuela de Arquitectura de Madrid, data de 1896. Su obra se concentra en las ciudades de Madrid y de Ávila, en las que desarrolló diferentes estilos: eclecticismo, modernismo y cierto clasicismo, si bien se le destaca como representante del modernismo en la arquitectura abulense. Fallecido el 17 de abril de 1932, había contraído matrimonio en 1901 con Carmen Torres París y era hijo de un senador por Ávila, Isidro Benito Lapeña, que le sobrevivió.
En Madrid proyectó, por ejemplo, unas viviendas con fachada a las calles del Mesón de Paredes y de Miguel Servet, muy alteradas en la actualidad, mientras que en Ávila, ciudad que también fotografió, fue responsable de la erección del Panteón Juan Sánchez Monge e intervendría en la construcción de la Fábrica de la Luz. También se habría encargado de proyectos en Santiago de Compostela, por ejemplo en una colaboración con el escultor Francisco Clivillés para la erección de un monumento en homenaje a Rosalía de Castro, en Toledo, donde proyectaría el edificio del Banco Central de la calle del Comercio, y Albacete, con otro Banco Central, además de una iglesia en la localidad abulense de La Parra.